# Odstředivka

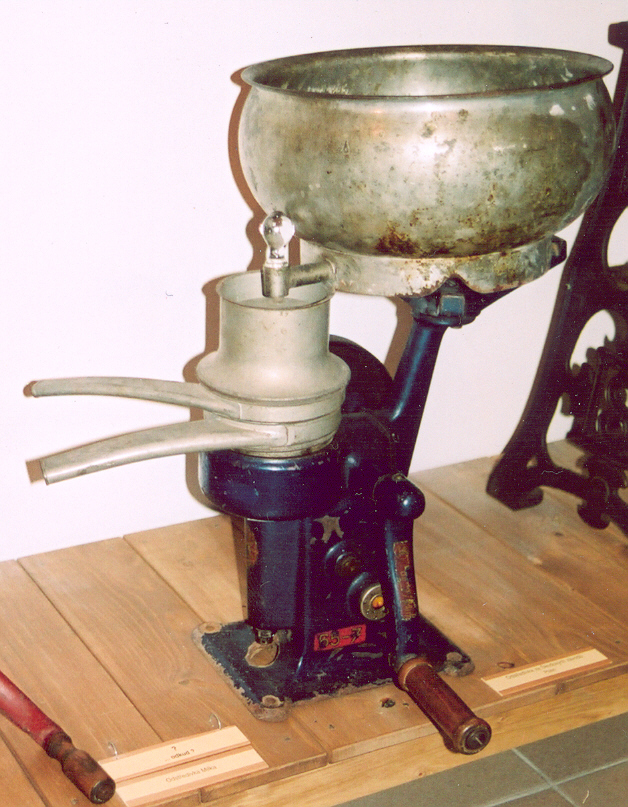
Ruční odstředivka na mléko

Odstředivka nebo též centrifuga je rotační zařízení, které působí na vložený materiál odstředivou silou. Nejčastějším využitím je oddělení (separace) různě těžkých frakcí kapalin a plynů nebo oddělení kapalin či plynů od pevných látek.
Toto zařízení různých konstrukcí se používá
- pro částečné sušení prádla po praní – tento přístroj se pak nazývá ždímačka nebo automatická pračka
- v mlékárenství pro oddělení tučné části mléka – smetany od zbytku mléka
- v jaderném průmyslu pro obohacování uranu separací izotopu uranu-235
- v průmyslu pro čištění odpadní vody a plynů od mechanických nečistot
- v kosmickém výzkumu pro simulaci přetížení
- v chemickém výzkumu a průmyslu (Laboratorní centrifuga)

Vzhledem k velkým silám, které nastávají, je třeba, aby rotor odstředivky byl vyvážen.

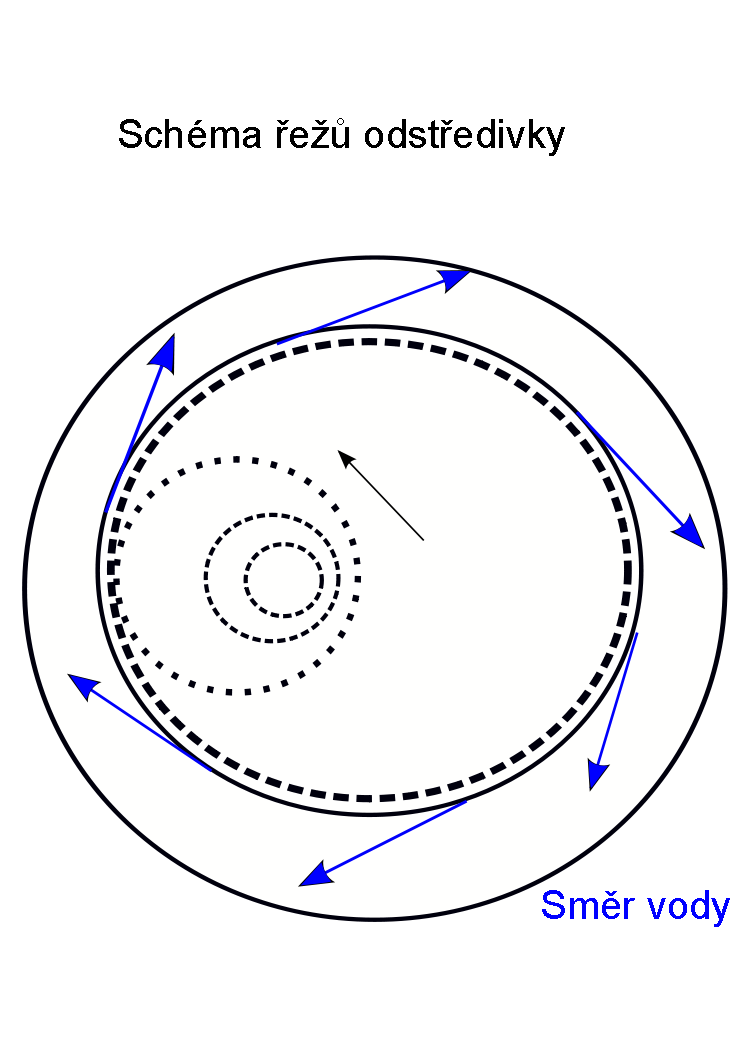